# عين فكرون
عين فكرون هي بلدة وبلدية في الجزائر. يبلغ عدد سكانها حسب تعداد عام 2008 حوالي 48804 نسمة.  وهم من البربر الشاوية يطلق عليهم اسم السَقنية.[بحاجة لمصدر]
يحدها شمالا سيقوس وجنوبا بوغرارة السعودي وشرقاً أم البواقي وغرباً هنشير تومغني.
وتعتبر من أقدم الأراضي التي ظهر عليها الوجود الإنساني فيعود تاريخها إلى أكثر من 2000 ق م بدليل البقايا والصخور الأثرية الموجودة بها.[بحاجة لمصدر]

## لمحة تاريخية
كانت بلدية عين فكرون تابعة لقانون البلديات المختلطة للبلدية الام عين مليلة، وانفصلت عنها عام 1957 نتيجة توسع بلدية عين مليلة.
أما فيما يخص السكان فقد كان مقسما إلى قسمين، الطائفة الأولى اروبية مسيحية والطائفة الثانية عربية وأمازيغية مسلمة، فاما الطائفة الأولى فقد استحوذت على المركز العمراني والأخرى العربية المسلمة أو الأمازيغية فقد توزعت عموما على حدود المجمعات (في المشاتي والتجمعات الثانوية) واستحوذوا على الاراضي السيئة.
في فترة الاستعمار برزت أهمية المركز، كما تشهد عليها النواة القديمة الأوروبية المبنية حسب المخطط الشطرنجي الذي يحوي بعض العمارات.
مع بداية حرب التحرير الوطني وبأمر من السلطات العسكرية تم اقتراح مجمع جديد (السطحة) مقابل للاول نزح اليه ما بقارب 300 سكن اليه واستقروا في الشرق، حيث كونوا حياتهم ام الآن فيقطن ما يقارب 500 ساكن في سطحة، هذا المجمع الجديد بني وفق مخطط عشوائي وكثيف داعدة مداخل للراجلين تؤدي إلى الريف في عام 1999 تم تطبيقها الدائرة للمركز العمراني يجمع كل من بلديات عين فكرون وبوغرارة السعودي لفجوج، حيث توسعت وأصبحت أكثر أهمية مع إنشاء (منطقة النشاطات الحضرية. وصلت بلدية عين فكرون إلى المعايير الحاليية:-
يعود أصل تسمية منطقة عين فكرون حسب ما هو متداول بين سكان المنطقة إلى شكل جبل سيدي أونيس الذي يشبه فوقعة السلاحف وكذا العين التي ينبع ماؤها من الجبل المذكور، ويرجع البعض الاخر اصل التسمية إلى نوع من التربة (إفكرث) والتي تعني باللهجة الشاوية التربة كثيرة الحجارة والتي هي متواجدة بكثرة في المنطقـــة.والله أعلم

## التجارة
تشتهر عين فكرون بتجارة الالبسة الجاهزة المستوردة من الإمارات العربية المتحدة والصين وغيرهما، ويتمركز «سوق عين فكرون لتجارة الالبسة الجاهزة» على الطريق الذي يربطها بأم البواقي، كما تشتهر بفريقها السلاحف.
كما كانت عين فكرون ابان الاستعمار الفرنسي تسمى بالقاهرة الصغرى نظرا لصغرها وكثرة المعارك فيها وخاصة في أريافها ومن أهم المعارك معركة فم المزابي والتي دامت حوالي 24 ساعة واستشهد فيها عدة اشخاص كما كبدت خسائر فادحة في صفوف الفرنسيين حيث قتل فيها عسكري برتبة ضابط إلى جانب الخسائر المادية وهذا بسبب تضاريس المنطقة التي ساعدت في انتصار المجاهدين عى الفرنسيين وقد استعملت فيها الأسلحة الثقيلة كالدبابات والطائرات